# 大須シネマ
大須シネマ（おおすシネマ）は、愛知県名古屋市中区大須にあった映画館（ミニシアター）。42席の1スクリーンを有していた。2019年（平成31年）3月30日に開館した。2025年4月27日閉館。

## 基礎情報
所在地
- 〒460-0011：愛知県名古屋市中区大須3丁目27-12

アクセス
- 名古屋市営地下鉄名城線・鶴舞線上前津駅から徒歩で約6分。
- 鶴舞線大須観音駅から徒歩で約5分。

運営団体
- 特定非営利活動法人(NPO法人)大須シネマ（2019年 - 2020年）
- 株式会社大丸（2020年7月-）[2]

支配人
- 中川健次郎（2019年 - 2020年）
- 犬飼堅太（2020年7月 - ）[2]

## 前史

### 大須の映画館

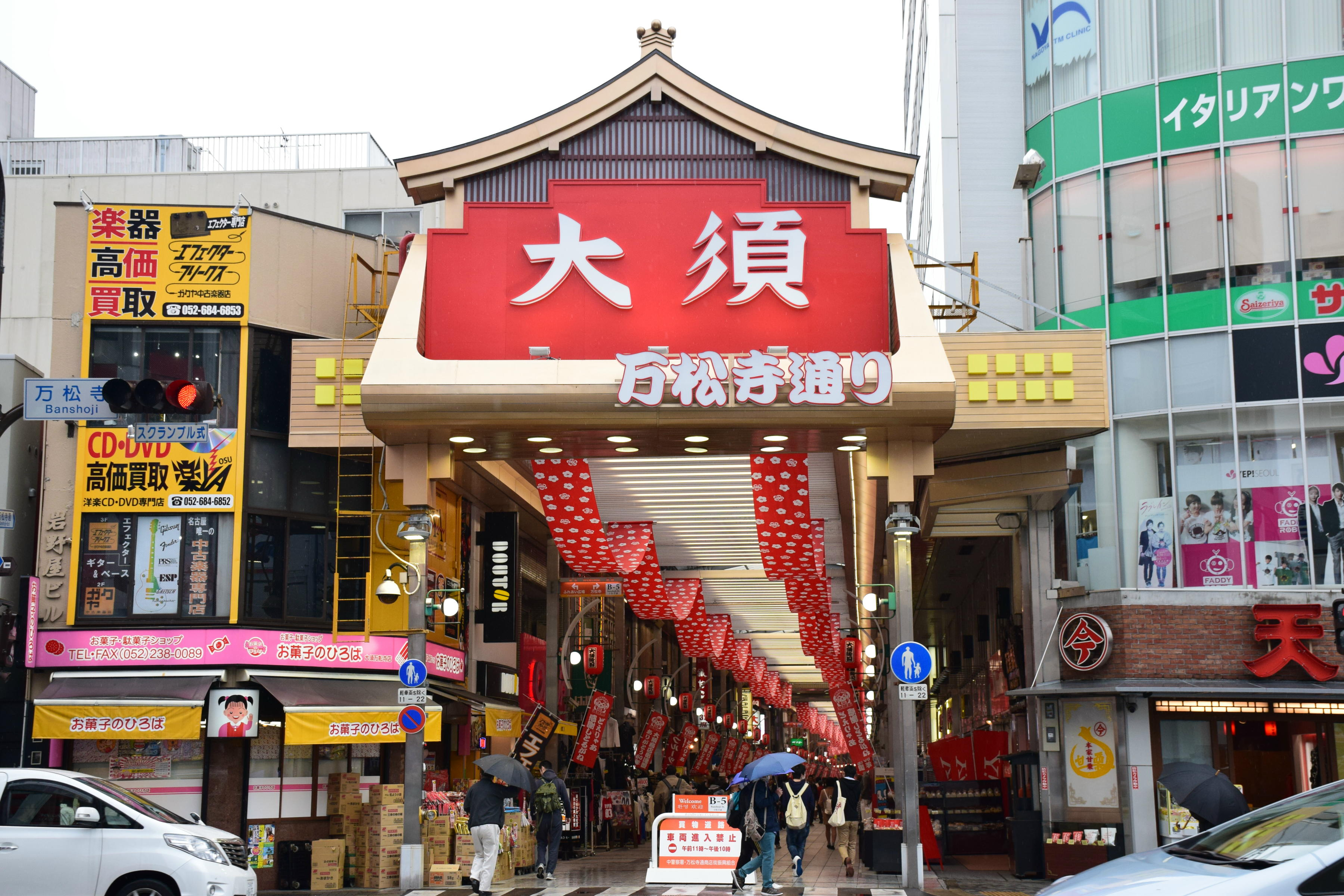
現在の大須（万松寺通商店街）

近代の大須は名古屋市随一の歓楽街として栄え、東京・浅草と大阪・千日前と並ぶ「日本三大商業地」と称された。1897年（明治30年）2月28日には若宮八幡宮境内の末広座でトーマス・エジソンが発明したキネトスコープが試験上映され、3月1日から15日間に渡って一般公開された。試験上映も一般公開も大阪に次いで日本で2番目のことだった。
1908年（明治41年）1月には大須に活動写真常設館の文明館が開館したが、1903年（明治36年）10月に開館した東京・浅草の電気館、1907年（明治40年）7月に開館した大阪・千日前の千日前電気館に次いで、文明館は日本で3番目の活動写真常設館だった。1908年4月には大須2番目の活動写真常設館として電気館が開館した。1909年（明治42年）3月には大須金城座が、1910年（明治43年）6月には桔梗座が芝居小屋から活動写真館に転換し、1910年（明治43年）8月には活動写真館として日出館が、1912年（明治45年）7月には太陽館が開館した。昭和初期が大須の映画館数のピークであり、大須に次ぐ繁華街である広小路通には映画館が2館しかなかったものの、大須には23館もの映画館が存在した。
太平洋戦争の空襲では、大須にあるすべての映画館が焼失したとされるが、戦後すぐに複数の映画館が再建されて営業を再開した。戦後の大須の映画館数のピークは昭和30年代前半であり、14館の映画館があった。大須観音周辺には港座・太陽館・キネマ会館・大須新松竹・大須東映（旧文明館）があり、萬松寺周辺には赤門劇場・日活シネマ・大須大映・東洋劇場があり、その他には平和劇場・宝塚劇場があった。
1959年（昭和34年）のミッチー・ブームを機にテレビが一般家庭に入りはじめ、1964年（昭和39年）の東京オリンピック前後にはテレビが一気に普及。このあおりを受けて映画は斜陽産業となり、大須の映画館は相次いで閉館、名古屋の映画館街は名古屋駅前と栄に移っていった。1950年代から1970年代前半、万松寺通には日活シネマ、大須大映、名古屋劇場、万松寺日活の4館が並んでいたが、1977年（昭和52年）にはこれらの映画館の跡地にアメ横ビルなどが開業している。
1985年（昭和60年）3月29日にはヘラルド映画興行が経営する太陽館が閉館。1912年（明治45年）に開館した太陽館は名古屋市に現存する最古の映画館だったとされ、ヘラルド興行の古川為三郎が映画業界に進出するきっかけとなった映画館である。これによって大須の映画館は成人映画館の大須名画座のみとなったが、大須名画座も1988年（昭和63年）後半に閉館し、「映画館の街」大須から映画館がなくなった。

## 歴史

### NPO法人時代（2019年 - 2020年）
かつて大須で衣料雑貨店を経営していた中川健次郎らは、2016年（平成28年）8月からは中公設市場の空きスペースで自主上映会「大須赤門名画座」を開催し（計20回）、同年12月からは覚王山でも月1回の頻度で出張上映会を開催した。2018年（平成30年）9月には中川らが中心となって特定非営利活動法人（NPO法人）大須シネマを設立し、本格的に常設映画館の開館を模索、クラウドファンディングなどの寄付や約250人の賛助会員費によって約2,000万円の開館資金を集めた。2018年11月から12月には開館プレイベントを行い、映画ポスターや映画パンフレットの展示販売会、大学生らの制作したアニメーション作品の映像展示会などを行った。
2019年（平成31年）3月30日がプレオープン日であり、フランス映画『禁じられた遊び』を上映したオープニングイベントには約120人が参加した。当初は西部劇『シェーン』を上映する予定だったが、『シェーン』の上映にはDCPが必須のために断念している。3月31日にもオープニングイベントを開催し、活動弁士を招いてハロルド・ロイドやチャールズ・チャップリンの短編無声映画などを上映した。4月1日が正式オープン日であり、石原裕次郎主演の『嵐を呼ぶ男』などを上映した。

### 大丸時代（2020年 - ）
2020年（令和2年）に入って起こった新型コロナウイルス感染症流行の影響により、同年3月から一時休館。国が発した緊急事態宣言も重なりわずか1年で廃業の危機に瀕したが、同年7月9日、旧法人を解散したと共に、副支配人だった犬飼堅太が代表を務めるデザイン会社「株式会社大丸」（デパートの大丸とは無関係）に運営譲渡されたことが明らかになった。これに伴い犬飼が支配人に昇格し、同年8月24日に再オープン。再開前日の8月23日には、「ナゴヤセイユウ」によるオープニングイベントが行われ、元SKE48の矢方美紀も参加した。

## 特色

### 施設
万松寺通に近い路地に面した、約100m2の喫茶店の建物を賃借して映画館に改装。縦2メートル×横3.5メートルのスクリーン、42席の座席を備える。建物内には世界の山ちゃんによるテイクアウト専門の飲食店を併設する。

### 上映作品・会員制度
名古屋シネマテークやシネマスコーレ、伏見ミリオン座や名演小劇場など、名古屋市に既にあるミニシアターとは異なる独自路線を志向している。中川は「大規模映画館とミニシアターの間くらいのポジションを取れると面白い」と語る。劇場は貸しホールとしても活用し、eスポーツのイベントなども開催する。
事実上の名画座であり、午前中は時代劇や西部劇などの名作映画、日中は子どもや若者向けのアニメ映画、夕方以降は短編映画などを上映する。入場料は当日券のみであり、作品ごとに1000円から1500円となる。2週間から1か月ごとに上映作品を入れ替える。中小の配給会社を中心にして飛び込みで交渉を行い、日活や東京テアトルなど約10社と契約した。当面は劇場用ブルーレイディスク（BD）を用いるが、他の映画館ではデジタルシネマ（DCP）が主流であり、DCPが必須の大手作品の上映は断念する。
VTuberのキミノミヤは「大須シネマの看板娘」として広告宣伝を行っていた。